# El Guarco (cacique)
El Guarco fue un rey indígena, cacique, costarricense, en la época de la conquista española. Su nombre se conserva en el del sector oriental del Valle Central de Costa Rica, específicamente en el Valle de El Guarco, donde se encuentra la ciudad de Cartago, y en el cantón de El Guarco de la provincia de Cartago. 
Aparentemente sus dominios se extendían desde las márgenes del río Virilla hasta la región de Chirripó en la Tierra Adentro. 

## Etimología
Según don Manuel M. de Peralta en su ensayo sobre Los Aborígenes de Costa Rica, señala que Guarco es una palabra indígena que viene del náhuatl que significa Qualcan, qualli: bueno, conveniente, y can: lugar. Qualcan o Guarco: buen lugar. O de acuerdo con la versión del padre don Alonso de Molina; "lugar abrigado y conveniente".
Es posible que El Guarco no fuese un nombre personal, sino la denominación de su cargo regio, y que significase "El Centinela de Co". Algunas fuentes mencionan a El Guarco como monarca de los llamados huetares de oriente. 

## Descendencia
Le sucedió como rey su hijo o pariente cercano Correque, que se bautizó con el nombre de Fernando Correque y fue encomendero de Tucurrique. En 1584, en un documento suscrito por el gobernador Diego de Artieda Chirino y Uclés, se hace mención de 

... don Fernando, rrey y Señor natural de toda esta tierra, hijo del Guarco, Señor que así mismo fue della y su legítimo sucesor y heredero...

## Comunidad Purapura
En el inventario de pueblos que en 1569 fueron encomendados de forma ilegal por el gobernador Pero Afán de Ribera y Gómez, se menciona a un rey llamado Guarco como monarca de una comunidad denominada Purapura, la cual, según el registro, contaba con cincuenta personas. No obstante, algunos historiadores consideran que esta cifra podría referirse a cincuenta familias. 
Purapura, junto con otra comunidad llamada Pucuca, fue entregada en encomienda a un particular de nombre Juan Alonso. Debido al reducido número de habitantes atribuido a Purapura y al hecho de que fue asignada a un individuo y no a la Corona —como era habitual en el caso de las comunidades más relevantes, conocidas como cabeceras de cacicazgo—, se presume que este rey Guarco no era el padre del cacique Correque, sino un homónimo.